# 多花水仙碱
多花水仙碱是一种有机化合物，化学式为C18H21NO5，它存在于多种石蒜属植物中，也存在于西南文殊兰的鳞茎中。它可以甲基-α-D-吡喃甘露糖苷为原料，经多步反应合成得到。